# Where's the Revolution
Singles de Depeche Mode
Should Be Higher
(2013) Going Backwards
(2017)
Pistes de Spirit
Going Backwards
(1) The Worst Crime
(3)
Where's the Revolution est une chanson de Depeche Mode, sortie en single en 2017. Il s'agit du premier extrait de leur 14e album studio, Spirit.

## Clip
Le clip est publié le 9 février 2017. Il met en scène les membres du groupe dans une ambiance dystopique en noir et blanc (avec quelques touches de rouge). Il est réalisé par Anton Corbijn, qui a également signé l'artwork de l'album, et a collaboré à plusieurs reprises avec le groupe (direction artistique, photographies officielles, captation de concerts, réalisation de clips comme Walking in My Shoes, Enjoy the Silence, Never Let Me Down Again ou encore Should Be Higher).

## Liste des titres
- Téléchargement[3]

1. Where's the Revolution – 4:59

- CD single / téléchargement

1. Where's the Revolution – 4:59
2. Where's the Revolution (Ewan Pearson Remix) – 8:36
3. Where's the Revolution (Algiers Remix) – 4:55
4. Where's the Revolution (Terence Fixmer Remix) – 6:23
5. "Where's the Revolution (Autolux Remix) – 4:17

- Double LP vinyle

1. Where's the Revolution (Autolux Remix) – 4:17
2. Where's the Revolution (Pearson Sound Remix)
3. Where's the Revolution (Algiers Remix) – 4:55
4. Where's the Revolution (Simian Mobile Disco Remix)
5. Where's the Revolution (Pearson Sound Beatless Remix)
6. Where's the Revolution (Simian Mobile Disco Dub)
7. Where's the Revolution (Terence Fixmer Spatial Mix)
8. Where's the Revolution (Patrice Bäumel Remix)
9. Where's the Revolution (Ewan Pearson Kompromat Dub)

## Classements
| Pays et classement (2017)               | Meilleure position |
| --------------------------------------- | ------------------ |
| Belgique (Flandre Ultratop 50 Singles)  | 15                 |
| Belgique (Wallonie Ultratop 50 Singles) | 13                 |
| France (SNEP)                           | 28                 |
| Allemagne (Media Control AG)            | 29                 |
| Hongrie (Rádiós Top 40)                 | 4                  |
| Écosse (OCC)                            | 76                 |
| Espagne (PROMUSICAE)                    | 24                 |
| Suisse (Schweizer Hitparade)            | 57                 |
| États-Unis (Alternative Songs)          | 40                 |

° Il est à noter que ce titre représente pour Depeche Mode une première ; il s'agit en effet, dans toute l'histoire du groupe dans son propre pays, du premier extrait paru en single annonçant la sortie d'un nouvel album de DM (en l'occurrence ici Spirit) à ne pas se classer dans le UK singles chart, ce qui n'était jamais arrivé auparavant.

## Crédits
- David Gahan : chant
- Martin L. Gore : guitare, synthétiseurs, chœurs
- Andrew Fletcher : synthétiseurs, chœurs
- James Ford : batterie